# Risveglio (film 1941)
Risveglio (Régi nyár) è un film del 1941 diretto da Félix Podmaniczky.